# Bệnh viện 19-8, Bộ Công an (Việt Nam)
Bệnh viện 19-8 trực thuộc Bộ Công an Việt Nam có nhiệm vụ khám chữa bệnh cho cán bộ chiến sĩ, công nhân viên công an, đối tượng bảo hiểm và nhân dân, tham gia y tế cộng đồng, nghiên cứu khoa học, chỉ đạo tuyến, làm nhiệm vụ quốc tế và các nhiệm vụ khác do lãnh đạo Bộ Công an, Tổng cục Hậu cần-Kỹ thuật giao phó.

## Lịch sử
Ngày 14/09/1961, Thiếu tướng Phạm Kiệt, Tư lệnh Công an nhân dân vũ trang, ký Quyết định thành lập Bệnh xá 265 trực thuộc Cục Hậu cần, chịu sự chỉ đạo nghiệp vụ của phòng Quân y. Biên chế ban đầu gồm 72 cán bộ, nhân viên. Tổ chức thành 06 bộ phận: ban Điều trị, ban Dược, ban Xét nghiệm, ban Cấp dưỡng, phòng Khám bệnh, đội Phẫu thuật lưu động. Bệnh xá 265 có nhiệm vụ khám, chữa bệnh cho cán bộ chiến sĩ, công nhân viên cơ quan Bộ Tư lệnh và các đơn vị Công an nhân dân vũ trang trên địa bàn Hà Nội, sẵn sàng cơ động phục vụ chiến đấu.
Ngày 07/11/1967, Bệnh viện 367 được thành lập theo Quyết định số 837 CA/QĐ của Bộ Công an với 50 giường bệnh, trực thuộc Văn phòng Bộ. Tổ chức Bệnh viện 367 gồm: khoa Nội, khoa Ngoại, phòng Khám bệnh (bao gồm cả Xét nghiệm, Dược), tổ Hành chính quản trị, tổ Tổ chức và Y vụ. Bệnh viện 367 có nhiệm vụ khám và chữa bệnh cho cán bộ, công nhân viên công an, tham gia công tác phòng bệnh trong cơ quan Bộ Công an và nhân dân khu vực Bệnh viện đóng quân, tham gia công tác nghiên cứu khoa học, đào tạo cán bộ y tế của ngành.
Ngày 28 tháng 8 năm 1976, Bệnh viện 19-8 đã ra đời trên cơ sở hợp nhất hai bệnh xá trong thời chiến đó
Năm 2018, Theo Nghị định số 01/NĐ-CP ngày 6 tháng 8 năm 2018 quy định về chức năng, nhiệm vụ, quyền hạn và cơ cấu tổ chức bộ máy của Bộ Công an. Sau khi giải thể 06 Tổng cục thì Bệnh viện 198 được điều chuyển từ trực thuộc Tổng cục Hậu cần-Kỹ thuật về trực thuộc Bộ Công an.

## Lãnh đạo hiện nay
- Giám đốc: Đại tá, PGS.TS Hoàng Thanh Tuyền.
- Phó Giám đốc: Đại tá, TTUT Nguyễn Văn Hiển
- Phó Giám đốc: Thượng tá, TS Đỗ Thị Lệ Thuý
- Phó Giám đốc: Đại tá, TTUT Nguyễn Thái Hưng

## Tổ chức

### Khối cơ quan
- Phòng Kế hoạch - Tổng hợp
- Phòng Chính trị
- Phòng Hành chính - Quản trị
- Phòng Tài chính - Kế toán
- Phòng Vật tư trang bị y tế
- Phòng Điều dưỡng
- Phòng Đào tạo và chỉ đạo tuyến

### Khối ngoại
- Khoa Ngoại chấn thương (B1)
- Khoa Ngoại sản (B2)
- Khoa Ngoại bụng (B3)
- Khoa Gây mê hồi sức (B4)
- Khoa Tai mũi họng (B5)
- Trung tâm Ung bướu (B6)
- Khoa Ngoại tiết niệu (B7)
- Khoa Răng hàm mặt (B8)
- Khoa Ngoại thần kinh (B9)
- Khoa Mắt (B10)

### Khối nội
- Khoa Nội thần kinh (A1)
- Khoa Nội Tim mạch (A2)
- Khoa Nội Tiêu hóa (A3)
- Khoa Lao bệnh phổi (A4)
- Khoa Truyền nhiễm (A5)
- Khoa Y học cổ truyền (A6)
- Khoa Điều trị tích cực và chống độc (A7)
- Khoa Nội thận khớp (A8)
- Khoa Cấp cứu (A9)
- Khoa Nội tiết (A10)
- Khoa Điều trị cao cấp (A11)
- Khoa Da liễu (A12)

### Khối Cận lâm sàng
- Khoa Khám bệnh (C1)
- Trung tâm Huyết học truyền máu (C2)
- Khoa Hóa sinh (C3)
- Khoa Vi sinh (C4)
- Khoa Giải phẫu bệnh (C5)
- Khoa Chẩn đoán hình ảnh (C6)
- Khoa Dược (C7)
- Khoa Kiểm soát nhiễm khuẩn (C8)
- Khoa Vật lý trị liệu (C9)
- Khoa Tiết chế dung dịch (C10)

## Khen thưởng
- Huân chương Quân công hạng Nhất (2011)[1]
- Huân chương Quân công hạng Nhất (2006)[1]
- Huân chương Chiến công hạng Nhất (1985)[1]

## Giám đốc qua các thời kỳ
- 2003-2006, Nguyễn Quang Hùng PGS.TS Đại tá
- 2006-2008, Phạm Quang Cử, Đại tá, Trung tướng (2015), Phó Tổng cục trưởng Tổng cục Hậu cần-Kỹ thuật[7]
- 2008-2020, Trần Minh Đạo, Thiếu tướng
- 2020-nay, Hoàng Thanh Tuyền, Đại tá.